# Теорія БКШ
Теорія Бардіна — Купера — Шріффера, відоміша під скороченою назвою теорія БКШ — мікроскопічна теорія надпровідності. Вона вперше дала принаймні якісне пояснення відсутності опору надпровідників при низьких температурах, виходячи з квантових властивостей руху електронів провідності в кристалічній ґратці.

## Витоки теорії та її суть
Теорія виходить із припущення, що між електронами з енергіями, близькими до енергії Фермі, існує притягання. Природа цього притягання власне для теорії БКШ не суттєва, головне, щоб таке притягання існувало. Тим не менше, причиною такого притягання для низькотемпературних надпровідників є утворення куперівських пар. Теорія БКШ показала, що притягання призводить до появи енергетичної щілини в спектрі елементарних збуджень кристалу над рівнем електрохімічного потенціалу. Існування такої щілини призводить до того, що для розризву куперівської пари потрібно затратити скінченну енергію, а при низьких температурах тепловий рух не може надати парі електронів такої енергії. Тому куперівська пара рухається в кристалі, не розсіюючись ні на коливаннях кристалічної ґратки, ні на домішках, що пояснює ефект надпровідності.

## Залежність відтемператури
Ширина щілини в спектрі елементарних збуджень залежить від температури, і за певної температурі, зменшується до нуля. При цьому відбувається перехід від надпровідної до нормальної фази. При нульовій температурі ширина щілини залежить від таких факторів як амплітуда розсіяння електронів завдяки притяганню та густини станів на рівні електрохімічного потенціалу, близького до енергії Фермі.
Детальний виклад теорії громіздкий. Познайомитися з ним можна в оригінальних роботах, поданих у джерелах, а також, з використанням підходу Боголюбова, у книзі з курсу теоретичної фізики.

### Інші механізми
Хоча теорія БКШ не встановлює верхньої межі для критичної температури переходу в надпровідний стан, вважається, що для пояснення високотемпературної надпровідності, відкритої в 1986 році, потрібно шукати додаткові, досі невідомі механізми.

## Історія
Теорію БКШ побудували в 1957 році Джон Бардін, Леон Купер та Джон Роберт Шріффер, за що отримали Нобелівську премію з фізики за 1972 рік.